# Дебелец (растение)
Дебелец (Sempervivum) е род многогодишни тревисти растения от семейство Дебелецови. Около 30 вида, предимно в планините на Европа и Мала Азия. В България намира приложение в народната медицина, както и като декоративно растение.
Името на латински е съчетание от semper (винаги) и vivus (живея), тъй като листата не опадат през зимата и растението е много издръжливо при всякакви условия. Въпреки субтропичния си произход са сред най-студоустойчивите растения, поради което е широко използвано в градинарството. На български е кръстено на дебелите си листа, задържащи вода.

## Описание
Представляват род сукулентни растения, наброяващи повече от 40 различни вида. Многолистни месести треви, листата са покрити често с власинки и са групирани в розетка.

## Класификация
Род Дебелец
- Вид Sempervivum altum
- Вид Sempervivum arachnoideum
- Вид Sempervivum armenum
- Вид Sempervivum atlanticum
- Вид Sempervivum ballsii
- Вид Sempervivum borissovae
- Вид Sempervivum calcareum
- Вид Sempervivum cantabricum
- Вид Sempervivum caucasicum
- Вид Sempervivum ciliosum – Ресничест дебелец
- Вид Sempervivum davisii
- Вид Sempervivum dolomiticum
- Вид Sempervivum erythraeum
- Вид Sempervivum glabrifolium
- Вид Sempervivum ingwersenii
- Вид Sempervivum juvanii
- Вид Sempervivum kindingeri
- Вид Sempervivum kosaninii
- Вид Sempervivum leucanthum
- Вид Sempervivum macedonicum
- Вид Sempervivum marmoreum – Мраморен дебелец
- Вид Sempervivum minus
- Вид Sempervivum montanum
- Вид Sempervivum nevadense
- Вид Sempervivum octopodes
- Вид Sempervivum ossetiense
- Вид Sempervivum pittonii
- Вид Sempervivum pumilum
- Вид Sempervivum sosnowskyi
- Вид Sempervivum tectorum
- Вид Sempervivum thompsonianum
- Вид Sempervivum transcaucasicum
- Вид Sempervivum wulfenii
- Вид Sempervivum zeleborii